# M10 Wolverine
M10 wolverine var en amerikansk pansarvärnskanonvagn baserad på chassit från M4 Sherman. Användes av de allierade under andra världskriget. Den var den viktigaste pansarjägaren för amerikanarna under hela kriget. Den visade sig vara mycket effektiv. Under dess första strid förstörde den 24 fordon på mindre än en timme. Dess 76,2 mm kanon var effektiv mot alla Panzer 3 och 4 varianter. Kanonen kunde tränga igenom över 150 mm pansarplåt. 
Det tunga chassit gjorde att den inte var särskilt snabb, men den kunde ändå ta sig fram över de flesta typer av terräng. Dess torn hade dock en långsam rotation på grund av att den saknade en motor, och skytten fick rotera med hand. Det tog ungefär 80 sekunder för tornet att rotera 360 grader. Den hade tunnare pansartjocklek än medeltunga M4 Sherman, men hade sluttande pansar på alla sidor av vagnen.